# لوح زنده
لوح زنده (به انگلیسی: Live Disc) که می‌تواند لوح فشرده (CD) یا DVD یا حتی لوح بلو ری (BD) باشد یک سیستم‌عامل است که برای اجراشدن، نیازی به نصب بر روی دیسک سخت ندارد.

## نگارخانه

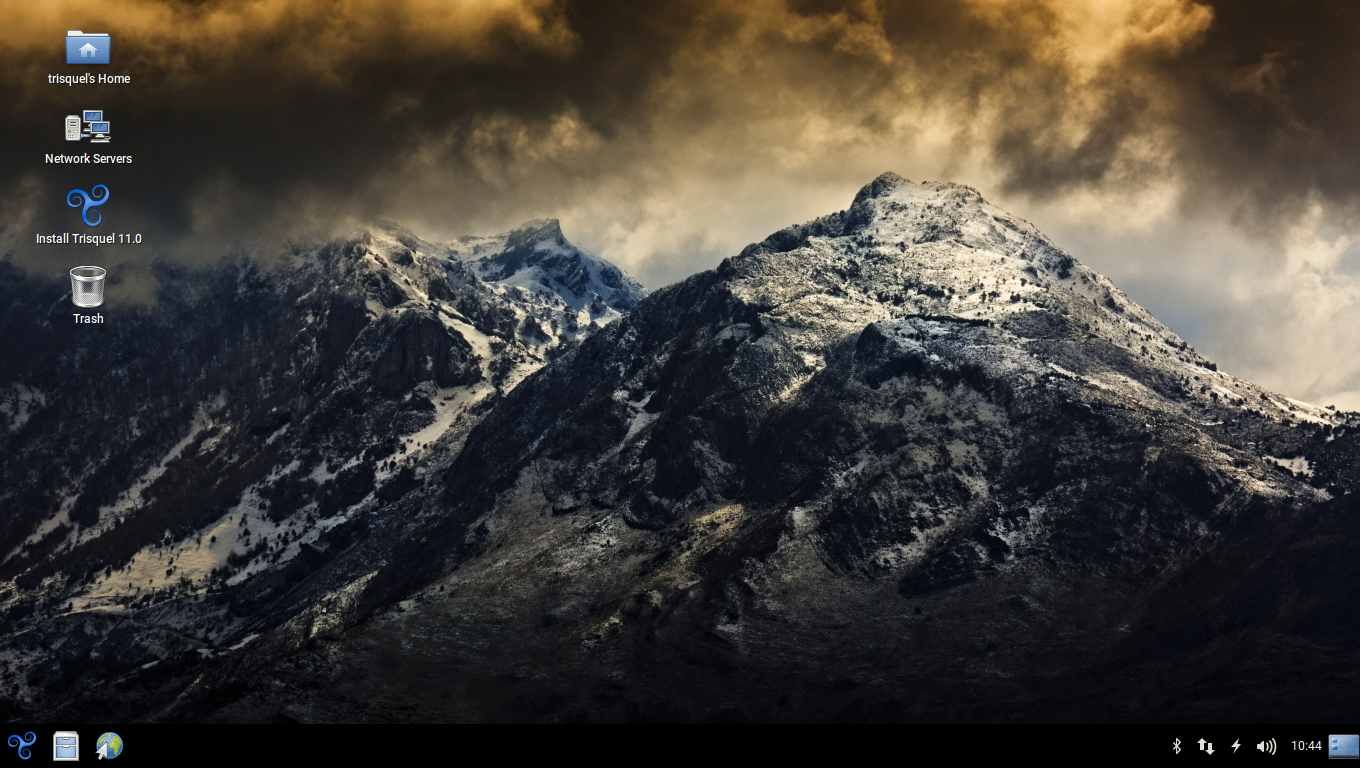
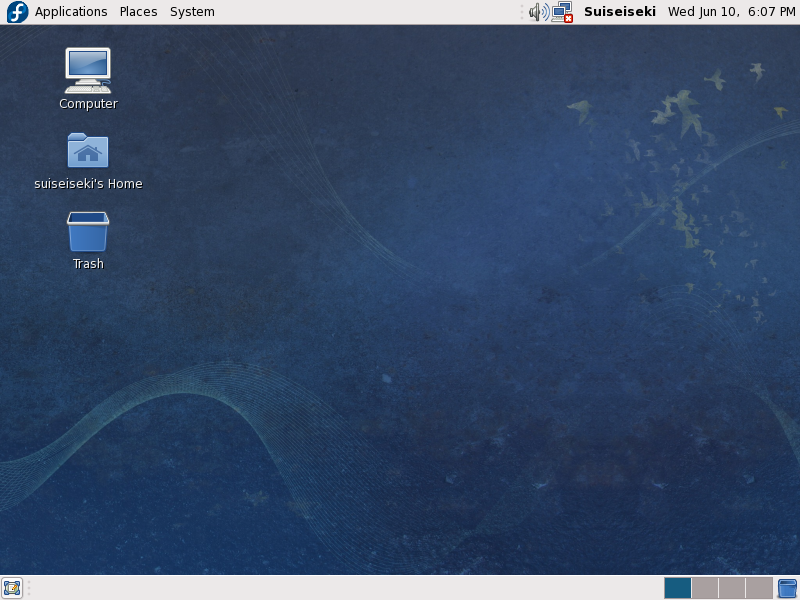
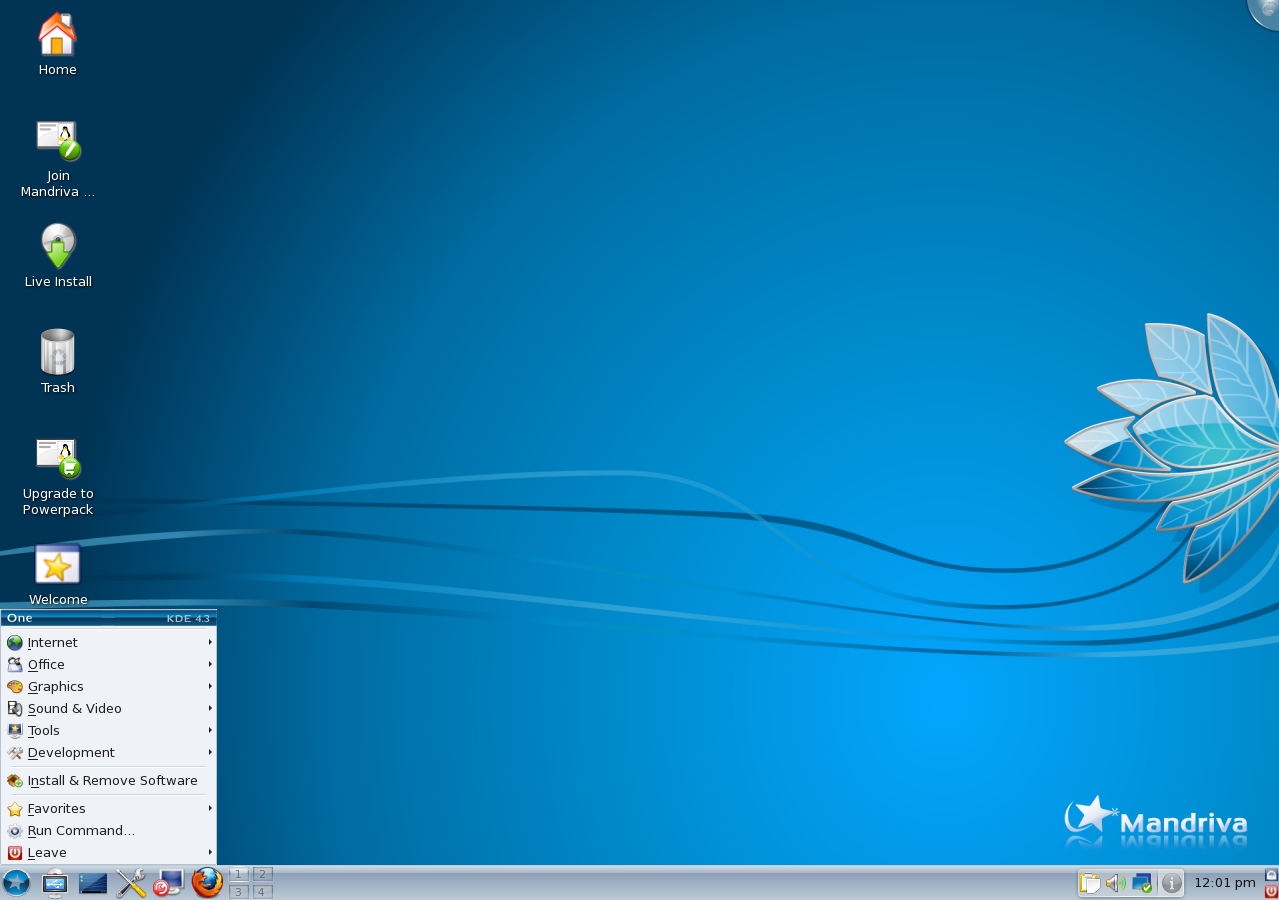
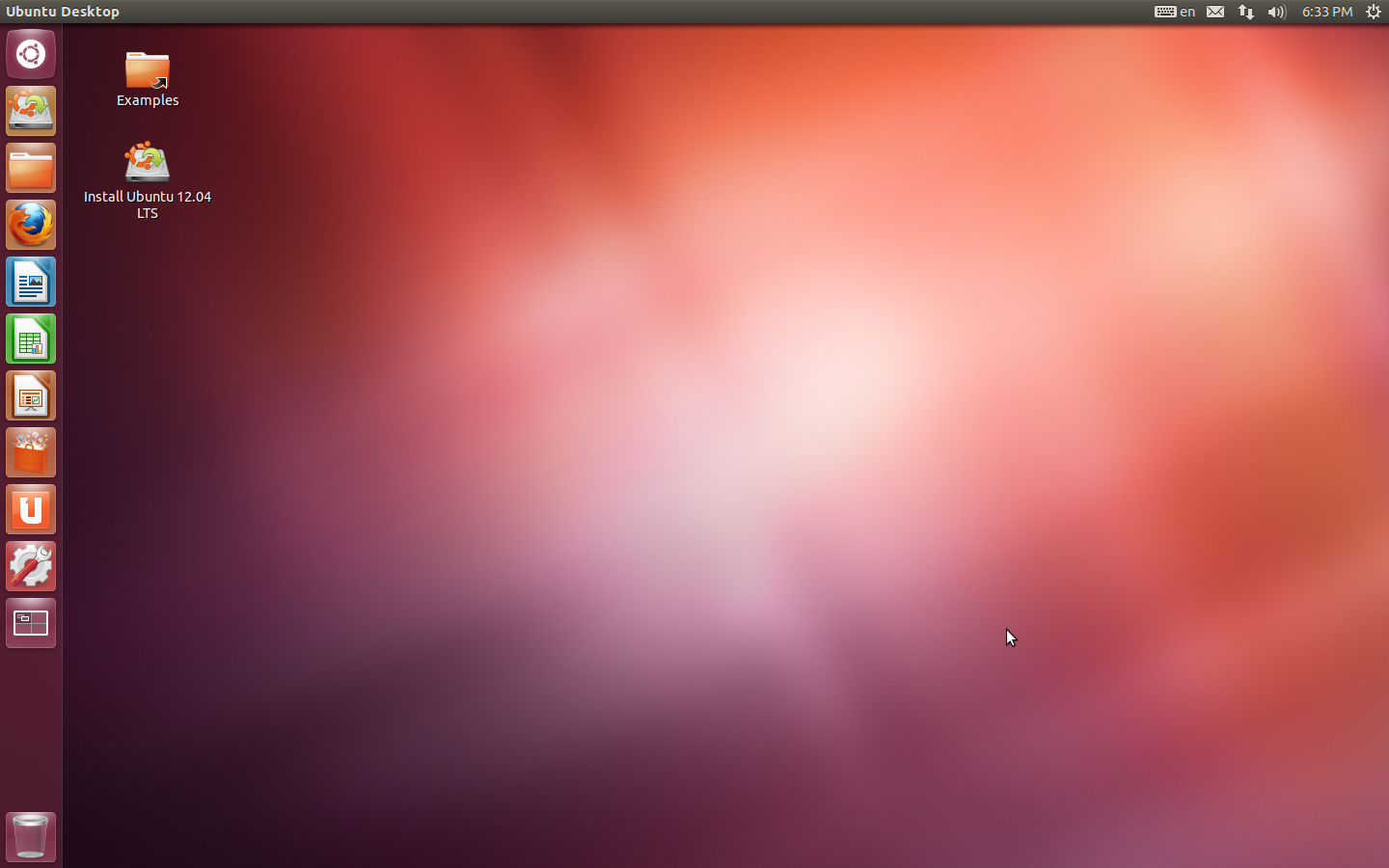
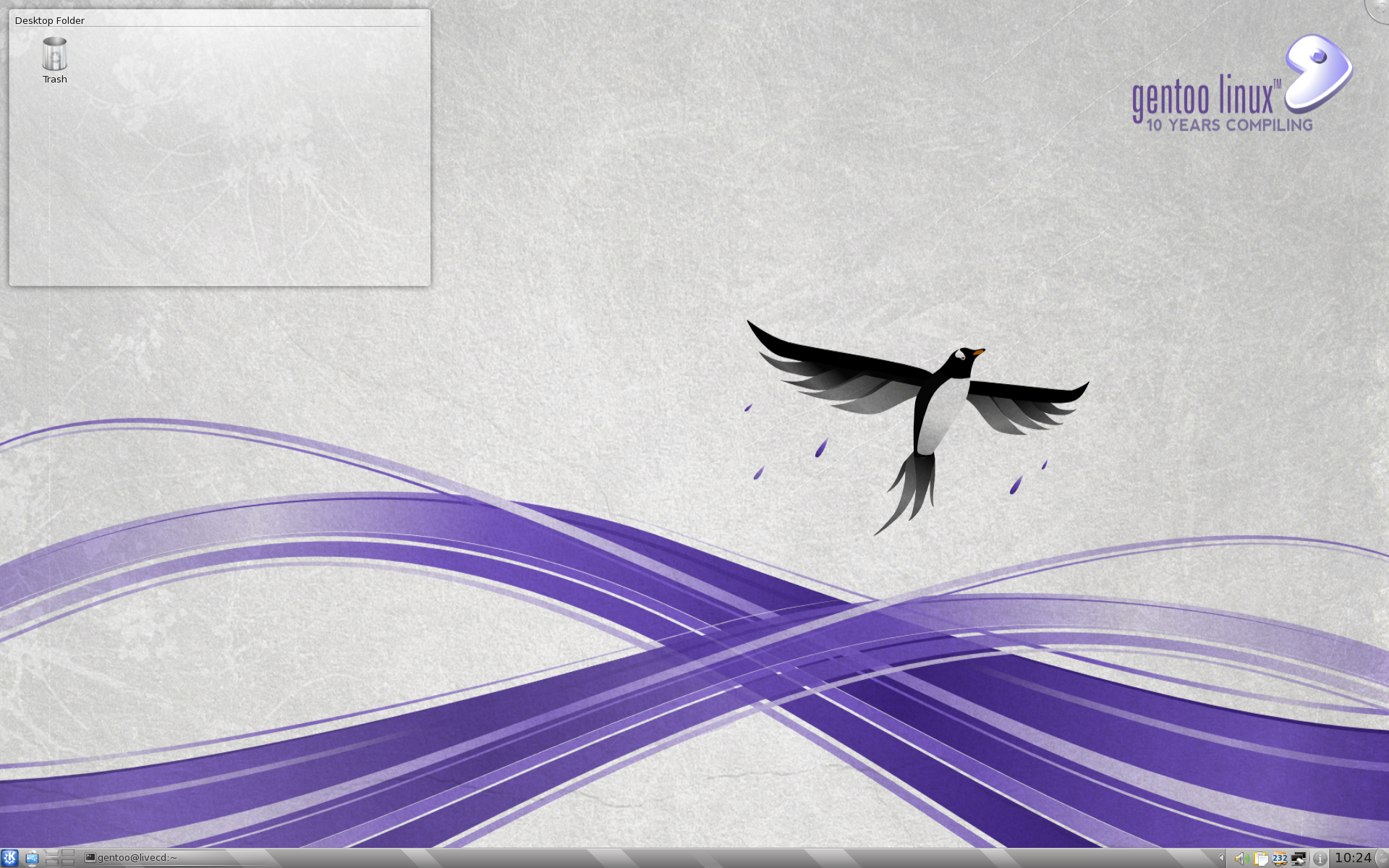
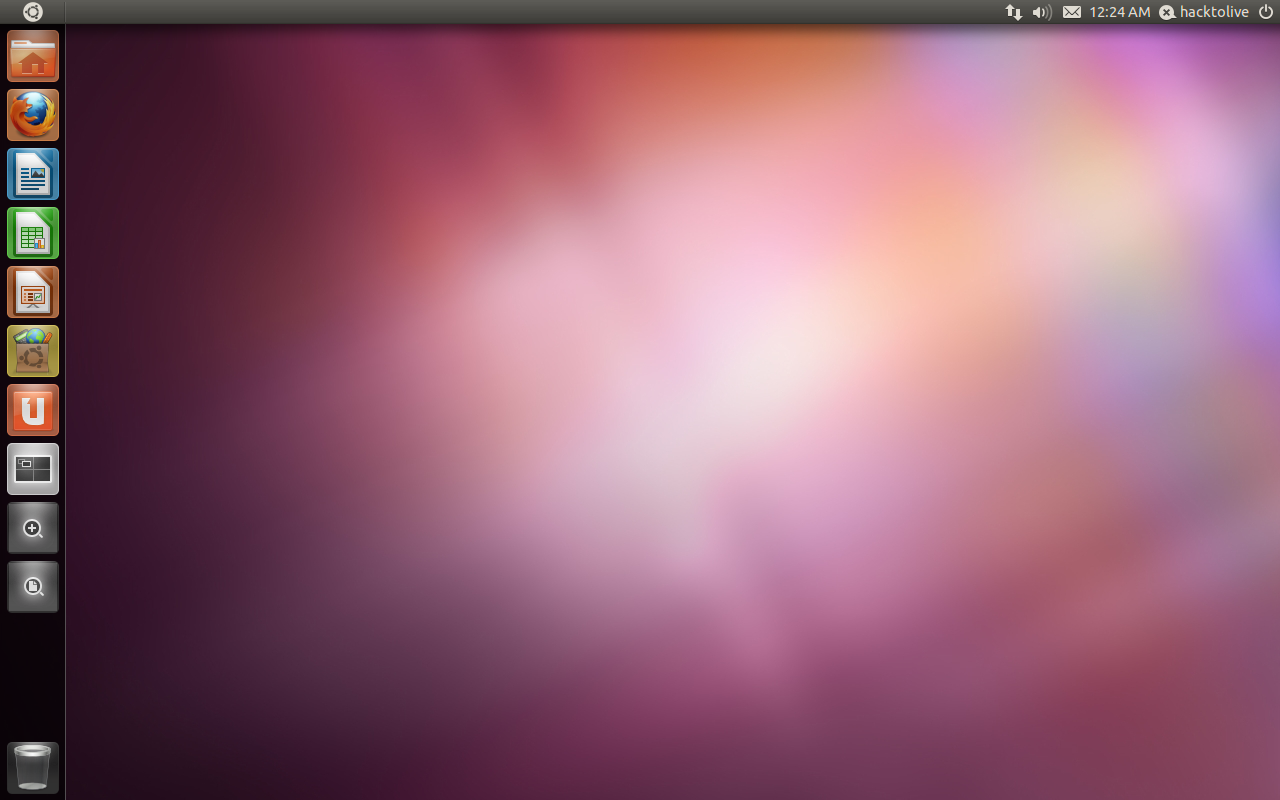